# Сомбр
Шејн Мајкл Бус (енгл. Shane Michael Boose; Њујорк, 5. јул 2005) познат под уметничким именом Сомбр, амерички је текстописац и певач.
Објавио је свој дебитантски сингл Nothing Left to Say 2021. године, а затим и свој први ЕП, In Another Life, 2023. године за SMB Records и Warner Records. Године 2025. постигао је своје прве успехе са песмама Back to Friends и Undressed, од којих је прва достигла 90. место на Billboard Hot 100 листи.